# Grenora
Grenora és una població dels Estats Units a l'estat de Dakota del Nord. Segons el cens del 2000 tenia 202 habitants.

## Demografia
Segons el cens del 2000, Grenora tenia 202 habitants, 98 habitatges, i 58 famílies. La densitat de població era de 132,2 hab./km².
Dels 98 habitatges en un 17,3% hi vivien nens de menys de 18 anys, en un 55,1% hi vivien parelles casades, en un 3,1% dones solteres, i en un 39,8% no eren unitats familiars. En el 39,8% dels habitatges hi vivien persones soles el 23,5% de les quals corresponia a persones de 65 anys o més que vivien soles. El nombre mitjà de persones vivint en cada habitatge era de 2,06 i el nombre mitjà de persones que vivien en cada família era de 2,76.
Per edats la població es repartia de la següent manera: un 18,3% tenia menys de 18 anys, un 5% entre 18 i 24, un 23,3% entre 25 i 44, un 24,3% de 45 a 60 i un 29,2% 65 anys o més.
L'edat mediana era de 48 anys. Per cada 100 dones de 18 o més anys hi havia 126 homes.
La renda mediana per habitatge era de 26.250 $ i la renda mediana per família de 37.083 $. Els homes tenien una renda mediana de 31.750 $ mentre que les dones 15.625 $. La renda per capita de la població era de 13.960 $. Cap de les famílies i el 4,2% de la població estaven per davall del llindar de pobresa.

## Poblacions més properes
El següent diagrama mostra les poblacions més properes.